# アルファ・セメド
アルファ・セメド（Alfa Semedo、1997年8月30日 - ）は、ギニアビサウ・ビサウ出身のプロサッカー選手。ネオムSC所属。ポジションはMF。

## クラブ経歴
2014年、16歳でポルトガルに渡航し、SLベンフィカのアカデミーに入団。2シーズンユースチームでプレーした後、カンペオナート・デ・ポルトガル（3部相当）のUDヴィラフランケンセに期限付き移籍した。
2017年7月、モレイレンセFCに4年契約で完全移籍。同月のCDアヴェス戦でプロデビューを果たした。
2018年7月、移籍金250万ユーロで古巣ベンフィカに再加入。

## 代表経歴
2021年3月26日、アフリカネイションズカップ2021予選のエスワティニ代表戦で代表初出場。

## タイトル

### クラブ
ベンフィカ
- プリメイラ・リーガ: 2018–19[5]